# Baryglossa emorsa
Baryglossa emorsa är en tvåvingeart som beskrevs av Munro 1957. Baryglossa emorsa ingår i släktet Baryglossa och familjen borrflugor.
Artens utbredningsområde är Uganda. Inga underarter finns listade.